# (6576) Kievtech
(6576) Kievtech (1978 RK1) – planetoida z pasa głównego asteroid okrążająca Słońce w ciągu 5,51 lat w średniej odległości 3,12 j.a. Odkryta 5 września 1978 roku.